# 甘隆濱
甘隆濱（甘漋濱）（？年—？年），江西建昌府廣昌縣人，由癸酉科舉人，乾隆四十一年任四川順慶府岳池縣知縣。是一位政治人物，明清時曾在四川順慶府岳池縣（位於今四川東北部，武周萬歲通天二年分南充、相如二縣置，是一個千年古縣）擔任官吏。歷任忠州知州、廣元知縣、銅梁知縣。